# Второй стиль древнеримской живописи

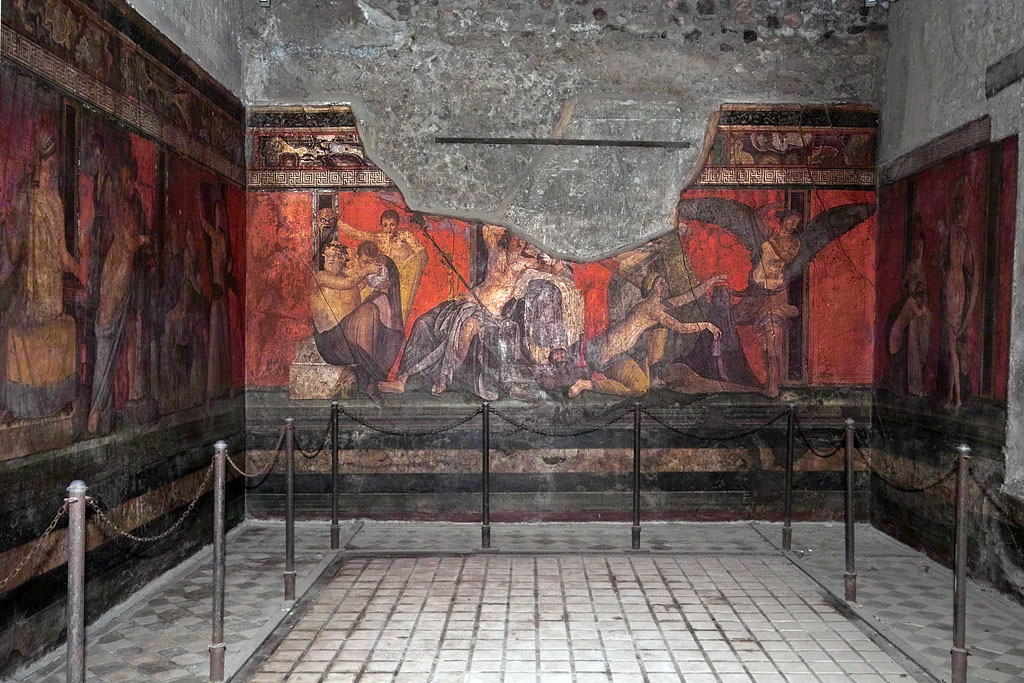
Вилла Мистерий

Второй стиль древнериской живописи—  это один из четырёх стилей (декоративных схем) римской стенописи. Также этот стиль называют архитектурным стилем. Он датируется периодом примерно 100 г. до н. э.—20 г. н. э.
В этом стиле архитектурные элементы (карнизы, фризы с виноградными лозами) не лепятся из гипса, а вырисовываются с созданием иллюзии цвета и тени. В первом стиле всё это реализовывалось в объёме и рельефно.
Согласно с первым стилем, инновация в эффекте тромплёй (от францю trompe-l`oeil "обман зрения") - это техника рисования, при которой реализуется «обман зрения», на стенах рисуются окна, двери или атриум, чтобы создать впечатление, что комната больше, чем она есть), реализуемом на стене, в котором на месте плинтуса рисовались ровные постаменты с фальшивыми колонами, ниши и двери, позади которых открывалась перспектива.
В этом периоде появляется фигура пейзажиста, который в Помпеях рисует в основном сады, на которые поступает много заказов. Марк Витрувий в VII книге отвлечётся на описание живописи античного периода. Второй стиль был имитацией точек зрения в здании, колонны и фронтоны выступающие вперёд и, в пространстве более бо́льшем, экседры в которых изображались трагические, комические и сатирические сцены; в галерее наоборот использовались в основном пейзажи (морские гавани, высокие мысы, побережья, реки, родники, здания, леса, горы, пастухи со стадами). Наконец города с образами божеств, мифологические сюжеты, троянская война или странствия Одиссея.
Также была мода на изображение натюрмортов с дичью вместе с овощами и фруктами.
Не известны примеры второго стиля вне Рима и зоны Везувия. В отличие от первого стиля, который произошёл от эллинистического, второй стиль является типично римским. Города, погребённые Везувием, содержат наибольшее количество примеров второго стиля и не имеют примеров равных себе.
В Риме второй стиль представлен в доме Grifi на холме Палатин, датируемом 120 и 90 годами до н. э. На раскопках в Помпеях этот стиль представлен в Вилле Мистерий и в доме Обелио Фирмо, в доме Лабиринтов, в доме Серебряной Свадьбы и в доме Крытой Галереи. Очень богата примерами этого стиля вилла Боскореале, восходящая к 50 году до н. э. – живопись с этой виллы находится в разных музеях (Метрополитен-музей, Национальный археологический музей Неаполя и т. д.). В Риме также присутствуют фрески в доме Изящной Дороги, со сценами из Одиссеи.
В эпоху августов этот стиль достигает «фазы Б» (приблизительно 30 год до н. э.), на фресках из дома Фарнезина. На них мы найдём богато украшенную архитектуру, которая повторяет сложные эллинистические комплексы, с колоннами в залах, арками, репродукциями античных картин и картин знаменитых художников.

## Другие образцы

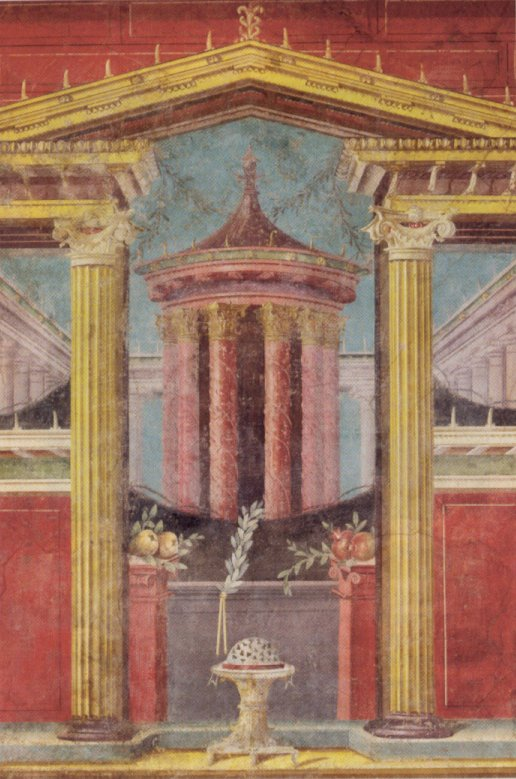
Вилла Королевского Леса
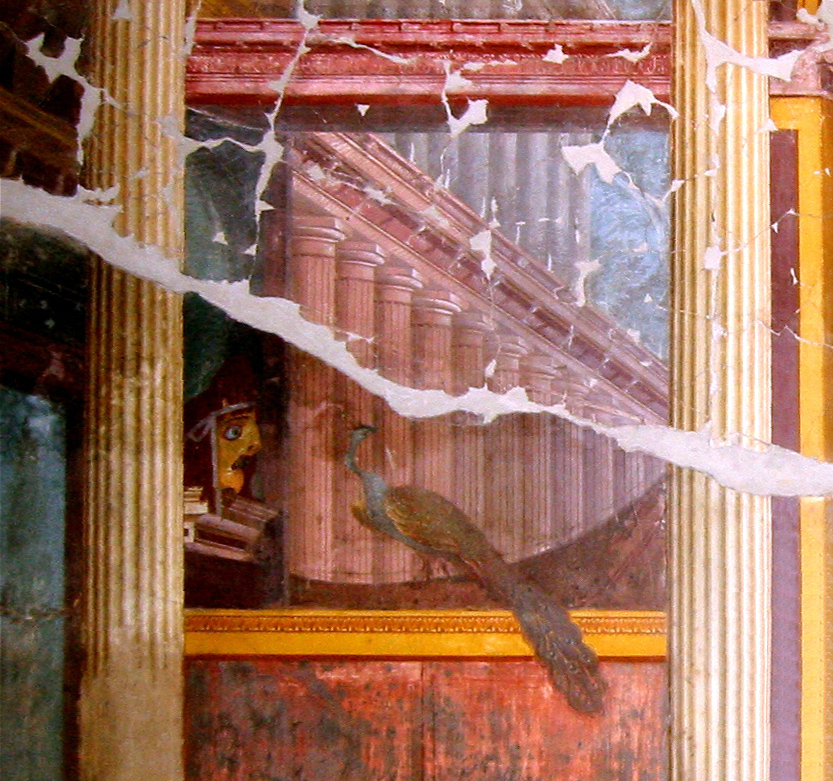
Вилла Поппеа, Оплонтис
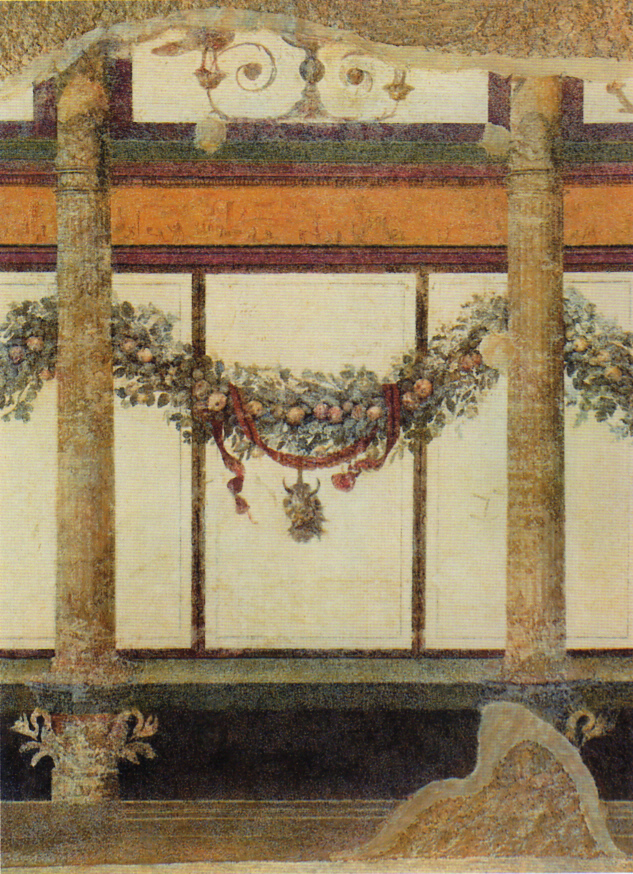
Дом Августа
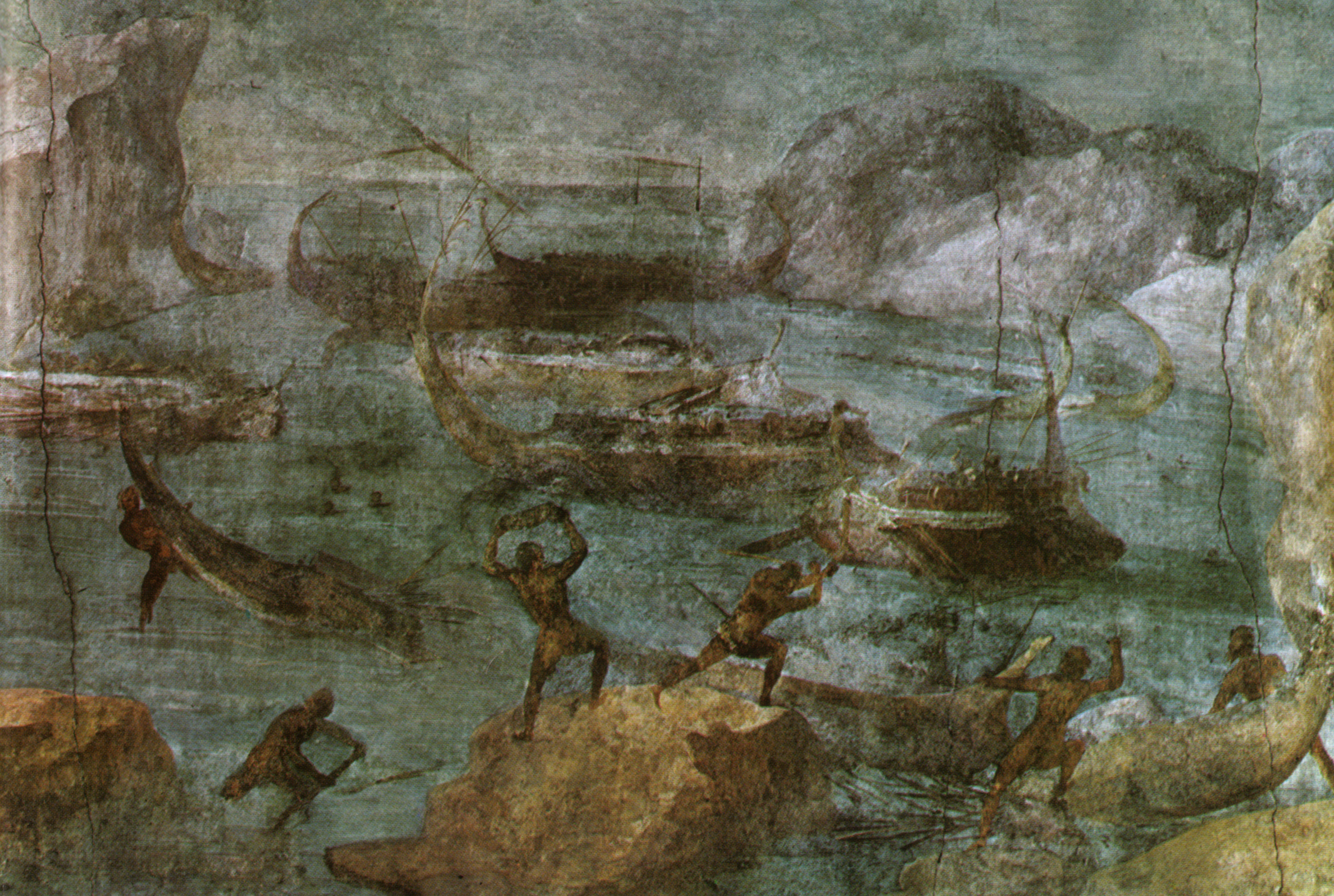
Дом Изящной Дороги, Рим, Нападение Лестригонов